# 페르난도 2세 (레온)
페르난도 2세(스페인어: Fernando II, 1137년 ~ 1188년 1월 22일)은 레온의 왕이다.

## 생애
페르난도는 레온과 카스티야의 왕 알폰소 7세와 바르셀로나의 베렌구엘라 사이에서 태어났다. 알폰소 7세의 사후 왕국이 나뉠 때 페르난도는 아버지의 뜻을 따라 레온의 왕이 되었다. 30년 간의 통치기에 주변 세력과의 투쟁은 그렇게 큰 성과도, 실패도 없었다. 왕위에 오른 후 그는 통제가 힘든 귀족들과 맞서 싸워야 했고 그들 중 몇몇을 죽음으로 몰고 갔다. 카스티야의 왕 알폰소 8세가 어린 나이로 왕위에 오르자 페르난도는 스스로를 섭정으로 삼도록 요구하였다. 페르난도는 독립 왕국이 되고자 하는 포르투갈과도 다소간의 마찰이 있었다. 페르난도는 포르투갈의 아폰수 1세의 딸인 우라카와 결혼하였는데, 이것이 결국 파경에 이르자 레온과 포르투갈과의 관계는 손상되었다. 1180년 페르난도는 아폰수를 격파하여 채포하였으나, 이를 정치적으로 이용하지는 않았다. 그는 무어인을 축출함으로써 레온 왕국을 에스트레마두라의 남부까지 확장시켰다. 페르난도는 1188년 사망하였고, 훌륭한 기사이나 정치적인 능력은 그다지 발휘하지 못한 것으로 평가 받는다.

## 참고 자료
본 문서에는 현재 퍼블릭 도메인에 속한 브리태니커 백과사전 제11판의 내용을 기초로 작성된 내용이 포함되어 있습니다.